# 謝国明
謝国明（しゃこくめい、旧字体:謝國明　生年未詳 - 建長5年（1253年）5月以前）は鎌倉時代中期の貿易商人。南宋人。博多綱首（博多の唐房に住み、船を所有して日宋貿易に従事した宋人のこと）。博多の伝承では、唐鋏を日本に伝えたほか（後に博多鋏へ発展）、年越し蕎麦や鍼の元祖と伝えられる。

## 略歴
臨安（杭州）の出身。のち、日本に帰化し、謝太郎国明（くにあき）と名乗った。妻は日本人で、息子がいた。
謝国明は、大宰小弐の武藤資頼・資能親子に、出資家の筥崎宮や宗像神社などの信任が厚い宋商の綱首であった。
櫛田神社周辺に私邸があった。
円爾（聖一国師）に帰依し、仁治3年（1242年）、円爾を開山として承天寺を建立した。禅宗をはじめとした南宋の文化を博多に紹介している。箱崎宮領の筑前国那珂郡の野間・高宮・平原の土地を買い、承天寺に寄進した。円爾が南宋で修行した径山万寿禅寺が火災で焼失すると、円爾の依頼により謝国明は材木1,000板を送っている。のち、無準師範より礼状（国宝「板渡しの墨蹟」）を送られた。
建長4年（1252年）7月12日の『関東御教書』には宗像大社の社領であった小呂島に関して、謝国明が妻の地頭を名乗って領有権を主張したことで宗像大社と領地争いになり、宗像社雑掌が鎌倉幕府に社役対捍を訴え、幕府が謝国明を戒告処分としたことが記録されている（その後、宗像大社の小呂島所有が保障されている）。
弘安3年（1280年）、88歳で死去したとされる。ただ、建長5年（1253年）5月3日に六波羅探題北条長時が記した『六波羅書下』では「遺領」「遺跡」「後家尼」という表現が使われており、その時点で既に死去していたものとされる。
承天寺の東約二百メートルにある墓の跡と伝えられる場所には楠の大木がある。このことから「大楠様」と呼ばれている。
- ウィキメディア・コモンズには、謝国明の墓に関するカテゴリがあります。

毎年8月21日には、謝国明を偲び、「大楠様千灯明祭」が行われている。

## 関連作品
テレビドラマ
- 『北条時宗』 - NHK大河ドラマ、2001年、演：北大路欣也。…本作では、弘安の役(1281年)、北条時宗の死去(1284年)の頃も健在であったと設定されている（没年は明らかにされていない）。